# Мангена, Алфред
Алфред Мангена (Альфред, Alfred Mangena; ок. 1879—1924) — южноафриканский общественный и политический деятель, первый чернокожий юрист в Южной Африке и один из основателей Африканского национального конгресса (АНК).

## Биография
Зулу по этнической принадлежности, Алфред Мангена родился около 1879 года в Эскорте (колония Наталь). Учился в школе Св. Варнавы в Кейпе с 1900 года. Был рабочим и учителем в вечерней школе для африканцев в кейптаунском портовом районе, одним из организаторов борьбы африканского населения Кейптауна за свои права.
Во время изучения права в Англии (1903—1908) стремился привлечь внимание британской общественности к трагической судьбе народов Южной Африки. Так, студент Мангена вмешался в процесс над участниками зулусского восстания в Бамбата в 1906 году, представив британскому правительству петицию против губернатора Натала Генри Э. МакКаллума, обвиняя того в незаконном объявлении чрезвычайного положения. В 1909 году по призыву Конгресса коренных народов Трансвааля он также выступил с протестом против проекта Закона о Южной Африке, положившего начало созданию Южно-Африканского Союза, и вступил в контакт с членами делегации во главе с Вильямом Филипом Схрейнером.
Получив право заниматься адвокатской деятельностью и вернувшись на родину в 1910 году, он стал первым чернокожим южноафриканцем с квалификацией адвоката и начал защищать интересы африканцев. Получив назначение в Верховный суд Южной Африки, он открыл юридическую практику в Претории, ещё одну в Йоханнесбурге, а с 1916 года стал партнёром Пиксли Ка Исака Семе. Мангена специализировался на борьбе с дискриминацией чернокожих в судебных процессах, завоевав популярность среди коренных народов и вождей племён.
С созданием в Африканского национального конгресса 1912 году Мангена был избран главным казначеем и одним из четырёх вице-президентов АНК. Он также выпустил первый номер газеты Native Advocate (на английском и языках банту), прекратившей своё существование через два года. В 1913 году он входил в состав делегации, пыталавшейся повлиять на министра по делам туземцев Якоба Вильгельмуса Зауэра, во время голосования по Закону о туземных землях.
Женился в 1916 году на медсестре из Натала Анне Виктории Кобеле Нтули (ок. 1885/1895—1961). Мангена отличался слабым здоровьем и преждевременно скончался у себя дома в Умтате в 1924 году в возрасте 45 лет.